# 直布羅陀纜車
直布羅陀纜車（英語：Gibraltar Cable Car）是直布羅陀的纜車交通系統。纜車在山麓一側的車站靠近主街南端。山頂一側的車站則接近直布羅陀岩的頂點。直布羅陀纜車開通於1966年，最近一次大修是在1986年。2007年，直布羅陀纜車增加了可舉辦婚禮的設施。